# Regionalwahl in Kalabrien 1985
Die Regionalwahl in Kalabrien 1985 fand am 12. und 13. Mai statt.

## Wahlergebnis
| Listen            | Listen                                        | Stimmen   | %    | Mandate |
| ----------------- | --------------------------------------------- | --------- | ---- | ------- |
|                   | Democrazia Cristiana                          | 462.298   | 39,0 | 16      |
|                   | Partito Comunista Italiano                    | 287.436   | 24,2 | 10      |
|                   | Partito Socialista Italiano                   | 211.891   | 17,9 | 8       |
|                   | Movimento Sociale Italiano – Destra Nazionale | 75.624    | 6,4  | 2       |
|                   | Partito Socialista Democratico Italiano       | 67.228    | 5,7  | 2       |
|                   | Partito Repubblicano Italiano                 | 39.285    | 3,3  | 1       |
|                   | Democrazia Proletaria                         | 17.127    | 1,4  | 1       |
|                   | Movimento Meridionale                         | 11.930    | 1,0  | –       |
|                   | Partito Liberale Italiano                     | 8.225     | 0,7  | –       |
|                   | Partito Nazionale Pensionati                  | 2.886     | 0,2  | –       |
|                   | Liga Veneta – Alleanza Italiana Pensionati    | 1.489     | 0,1  | –       |
| Gesamt            | Gesamt                                        | 1.185.419 | 100  | 40      |
|                   |                                               |           |      |         |
| Ungültige Stimmen | Ungültige Stimmen                             | 91.641    | 7,2  |         |
| Wähler            | Wähler                                        | 1.277.060 | 78,7 |         |
| Wahlberechtigte   | Wahlberechtigte                               | 1.622.711 |      |         |